# 遊歩人
株式会社遊歩人（ゆうほじん）は、LED、オーディオ、アロマ製品を製造・販売している企業である。1980年代後半に低価格のヘッドフォンステレオ「遊歩人」（社名の由来にもなっている）を発売したことでも知られる。
2023年（令和5年）6月12日付官報にて、合同会社草野企画に合併し解散することを公告した。

## 沿革
- 1983年（昭和58年）12月 - 有限会社エスケイエンタープライズとして熊本県に設立、当時の資本金は100万円であった。
- 1986年（昭和61年）5月 - 株式会社エスケイエンタープライズを設立、本社を東京に。
- 1987年（昭和63年）1月 - 超低価格ステレオカセットプレーヤー「遊歩人」KC-8を販売開始。1年間で100万台を販売、その年のヒット商品ベスト10に入る（第4位）。[要出典]
- 1989年（平成元年）4月 - 国内メーカーにOEM商品供給開始。
- 1991年（平成3年）10月 - 通産省（現 経済産業省）より輸入貢献企業として表彰を受ける。
- 1992年（平成4年）3月 - 社名を「株式会社遊歩人」に変更。
- 1995年（平成7年）8月 - 遊歩人キーボード「あそぼーど」EK-100を発売。初年度出荷台数30万台以上。シリーズ通算販売台数約100万台。[要出典]
- 1997年（平成9年）3月 - 新社屋完成、本社を東京より熊本に移転。
- 1999年（平成11年）12月 - 生産協力企業の廃業に伴い、ポータブルカセットプレーヤーの販売から撤退。
- 2009年（平成21年） - モバイルアロマディフューザーcaoruが2009年度グッドデザイン賞受賞。
- 2015年（平成27年）3月 - 大幅な業態転換として新規注文・取引の当面停止を発表、一部製品はラドンナが引き継ぎ供給するとしている[2][3]。